# Gaultheria griffithiana
Gaultheria griffithiana är en ljungväxtart som beskrevs av Robert Wight. Gaultheria griffithiana ingår i släktet Gaultheria och familjen ljungväxter. Utöver nominatformen finns också underarten G. g. insignis.